# Coding Pirates
Coding Pirates Denmark er en forening som promoverer it-kreativitet hos børn i alderen 7 - 17 år gennem jævnlige klubaftener. Foreningen blev stiftet af Martin Exner og Christian Hjorth Lund, og startede deres første hold på IT-Universitetet i februar 2014 efter et succesfuldt pilotprojekt i november 2013. Siden har foreningen haft stor medlemstilvækst og har i dag lokalforeninger i hele landet. 

## Politiske aktiviteter
Foreningen har i løbet af sin eksistens haft politiske aktiviteter, f.eks. forsøget på at fremme it-kreativekompenetcer som en del af en folkeskoleuddannelse, bl.a. ved at interviewe it-ordførerne fra alle opstillingsberrettigede partier om deres holdning til emnet i forbindelse med folketingsvalget 2015.

## Arrangementer

### Hackathons
Foreningen afholder flere gange om året hackathons hvor deltagerne mødes og har mulighed for at arbejde på et projekt og få hjælp fra de frivillige.

### GameJam
Coding Pirates GameJam afholdes årligt på tværs af Danmark (København, Aarhus, mfl.) over en weekend i november måned, samt alenestående i Aarhus i foråret. Deltagerne bliver præsenteret for et emne, inddelt i grupper og har derefter 24 timer til at udvikle et spil. I 2014 deltog Jakob Stegelmann fra DRs Troldspejlet i arrangementet og hjalp deltagerne med at udforme deres spil og i 2016 blev arrangementet i København dækket af DR Ultra med Bubber som vært på trods af stridigheder omkring eksponeringen af arrangementet da DR Ultra krævede at arrangementet blev eksponeret som "Ultra GameJam".

### Børne-it-konferencen
Foreningen afholder årligt Børne-it-konferencen, hvor foreningens medlemmer holder oplæg om relevante emner. I 2017 er der fokus på sikkerhed, og konferencerne afholdes både i både i Lyngby  og Århus.

### Sommercamp
Foreningen har flere gange forsøgt at afholde en sommercamp hvor deltagerne lærer om simplere teknologier som morsekode, radiokommunikation og simpel kryptering, men pga. det store planlægningsarbejde forbundet i at afholde arrangementet, har foreningen haft svært ved at tiltrække det nødvendige antal frivillige til at planlægge og afholde arrangementet.

## Coding Pirates Bulgaria
Efter interesse for at åbne afdelinger i Bulgarien og foreningens ønske om at udvide aktiviteterne til udlandet, åbnede 2 afdelinger i Bulgarien, der dog blev nødt til a lukke igen bl.a. pga. juridiske problemer omkring varemærket og manglen på frivillige.

## Tuborgfondet
Foreningen modtog i 2016 en støtte fra Tuborgfondet på 3.970.000 kr. til bl.a. at professionalisere foreningens administration ved at etablere et sekretariat. Derudover er støtten afsat til et initiativ der skal hjælpe piger ind i foreningen og oprettelsen af en online-afdeling med henblik på at gøre noget for de tusinder der er skrevet op på foreningens venteliste.

## Coding Pirates Game
Navnet Coding Pirates opstod inden foreningen i forbindelse med Martin Exners planer om at udvikle et spil der gennem leg lærer børn Computational thinking. Efter flere forsøg udkom "Coding Pirates Game" i 2016.